# 685

## Nașteri
- Leon al III-lea Isauricul, împărat bizantin din 717, (d. 741)

## Decese
- Anania din Shirak, matematician, astronom și geograf armean (n. 610)

- Constantin al IV-lea, împărat bizantin (din 668), (n. 652)